# Onda de calor na Europa em 2003
A onda de calor de 2003 na Europa foi uma das ondas de calor mais fortes e que mais consequências trouxe ao Hemisfério Norte. Ocorreu num dos mais quentes verões europeus, causou crises na saúde em vários países e consideráveis impactos na agricultura. Várias pessoas morreram por causa das altas temperaturas, que chegaram a mais de 50 graus Celsius em algumas regiões da Europa. O país mais atingido foi a França, que teve grandes prejuízos devido à onda de calor.

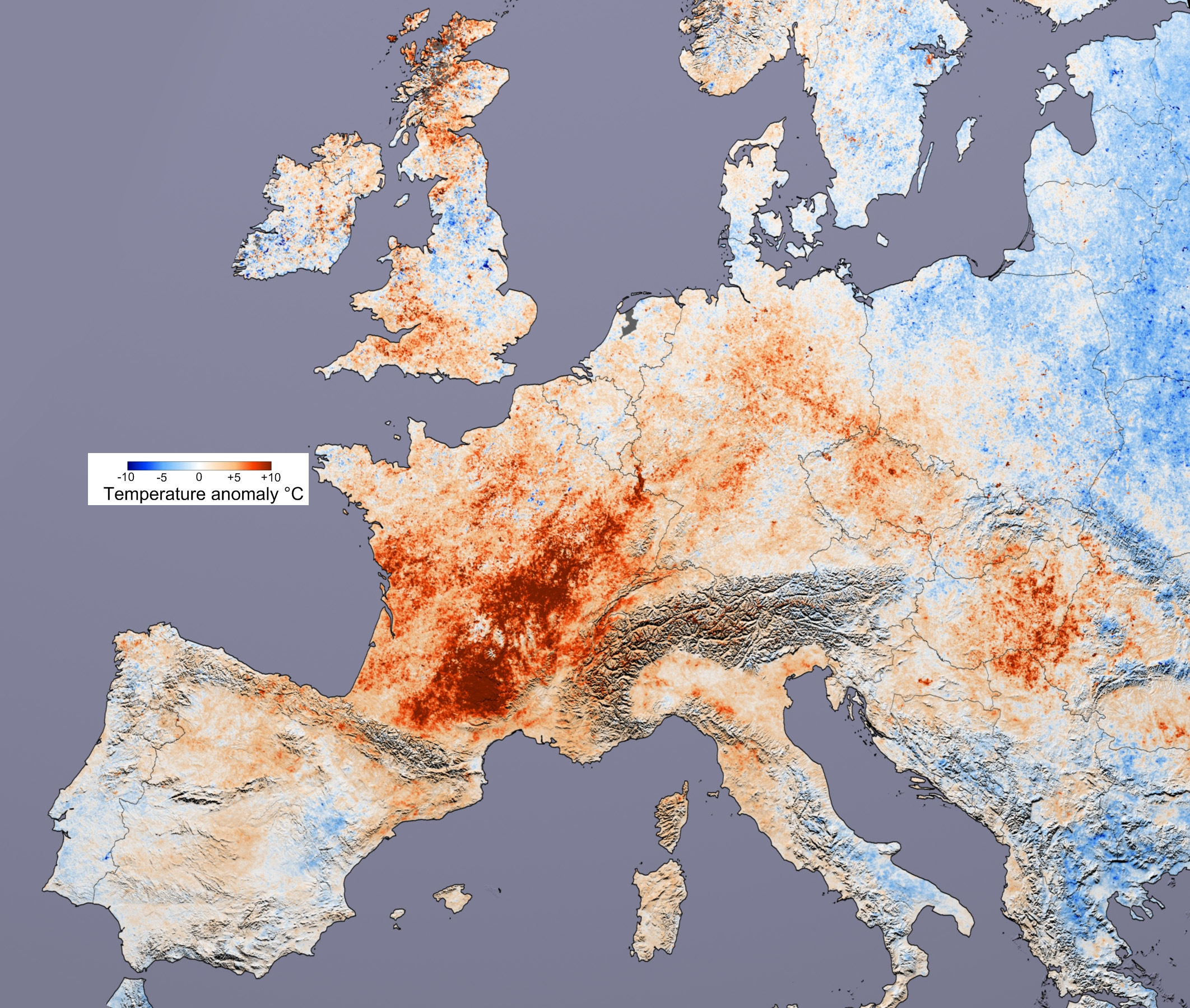
Alterações na temperatura europeia em relação à média.

## País a país

### França
Estima-se que 14 802 pessoas, a maioria idosos, morreram na França por causa do calor, segundo o maior serviço funerário do país. Os verões franceses não são usualmente muito quentes, principalmente ao norte. Como consequência, a maioria das pessoas não sabe como se proteger – por exemplo, contra a desidratação –, e a maioria dos lares e casas de repouso não são equipados com ar-condicionado, embora haja sistemas de emergência contra vários tipos de catástrofe.
A onda ocorreu em agosto, um mês em que muitas pessoas, inclusive membros do governo, estavam em férias ou recesso.
Muitos corpos ficaram meses sem ser identificados, porque parentes estavam viajando. Um galpão refrigerado na periferia de Paris foi usado por empresas funerárias, porque suas instalações não comportavam o número de cadáveres. Em 3 de setembro, 57 corpos foram enterrados como indigentes em Paris, porque não havia quem os reconhecesse.
As falhas no sistema de saúde francês que permitiram tantas mortes causaram polêmica. O presidente Jacques Chirac e o primeiro-ministro Jean-Pierre Raffarin responsabilizaram:
- a semana de 35 horas;
- as férias dos médicos de família naquele mês (muitas empresas tradicionalmente dão férias coletivas em agosto, e os médicos de família tiram férias todos ao mesmo tempo);
- famílias que deixam seus idosos sozinhos e sem cuidados.

A oposição, bem como muitos órgãos da imprensa franceses, porém, culparam mesmo o governo, principalmente ao ministro da Saúde Jean-François Mattei, que perderia o cargo em 31 de março de 2004.
O dr. Patrick Pelloux, líder do sindicato dos médicos de emergência, culpou Raffarin por ignorar os alertas de perigo dos profissionais e por não tentar minimizar a crise.

### Itália
Cerca de 20 mil morreram na Itália quando a temperatura oscilou, em muitas cidades, entre 38 °C e 40 °C durante semanas, segundo o eurosurveillance.org.[carece de fontes?] Outras fontes divulgaram números menores, não só para a Itália. Para a revista New Scientist, houve 4 200 mortes na Itália e na Espanha devido à onda de calor. O britânico The Guardian chegou ao número de 1 000 mortes na Itália e 4 000 na Espanha.

### Reino Unido
No Reino Unido foi registrada a máxima recorde de 38,1 °C (100,6 °F) em Gravesend, Kent, em 10 de agosto. A temperatura mais alta até então foi de 37,1 °C (98,8 °F), em Cheltenham. Análises posteriores revelaram temperaturas altas freqüentes em Brogdale Orchards, uma milha ao sul de Faversham, atingindo 38,5 °C (101,4 °F) em 10 de agosto.
Uma análise retrospectiva, publicada em 2005, informou que 2 139 pessoas morreram por causa da onda de calor, no período de 4 a 13 de agosto.

### Portugal
Houve imensos incêndios florestais em Portugal. 5% da zona rural e 10% das florestas foram destruídas, área correspondente a cerca de 4.000 km². Treze pessoas morreram. A temperatura atingiu a marca de 47,4 °C em Amareleja e 45,4 °C em Beja.

### Espanha
Houve 141 mortes. Recordes de temperatura foram quebrados em várias cidades, incluindo Jerez de la Frontera (45 °C[carece de fontes?]), Badajoz (45 °C[carece de fontes?]), Huelva (43,4 °C[carece de fontes?], Gerona (41 °C), Burgos (38,8 °C[carece de fontes?]), San Sebastián (38,6 °C[carece de fontes?]), Pontevedra (36 °C) e Barcelona (36 °C).
Outras cidades do sul da Espanha registraram temperaturas acima dos 40 °C, porém não há dados precisos: Múrcia (41,8 °C[carece de fontes?]), Toledo (42 °C[carece de fontes?]),  Córdoba (46,2 °C[carece de fontes?]) e Sevilha (47 °C)

### Alemanha
Na Alemanha, a máxima de 40,4 °C[carece de fontes?] ocorreu em Roth, na Baviera. Com apenas metade da média pluviométrica, os rios chegaram a seu nível mais baixo no século XXI,[carece de fontes?] impossibilitando a navegação no rio Elba e no rio Danúbio.
Cerca de 7.000 pessoas, na maioria idosos, morreram durante a onda de calor na Alemanha.

### Suíça
Na Suíça, houve degelo nos Alpes, o que causou avalanches e inundações. O país viu, pela primeira vez, as temperaturas atingirem níveis tropicais: 41,5 °C (106,7 °F), em Grono.[carece de fontes?]

### Número total de mortes
A onda de calor de 2003 na Europa matou entre 35 000 e 50 000 pessoas.

## Consequências na agricultura
As colheitas sofreram os efeitos da seca no sul europeu, mas nada comparado às perdas do norte.

### Trigo
As seguintes quedas na safra de trigo são devidas à longa estiagem.[carece de fontes?]
- França - 20%
- Itália - 13%
- RU - 12%
- Ucrânia - 75% (não se sabe se por causa da onda de calor ou um frio fora de época)
- Moldova - 80%

Em outros países, a queda oscilou entre 5% e 10%, e a produção européia registrou déficit de 10%

### Uva
A onda de calor acelerou o amadurecimento das uvas, ao mesmo tempo que as desidratou, fazendo sumo mais concentrado. Em meados de Agosto, as uvas de certas vinhas atingiram o seu limite em concentração de açúcar, possivelmente resultando em vinhos com 12º-12,5º de álcool. Por esse motivo, e também pela falta de chuva, a colheita foi iniciada muito mais cedo que o costume.
Foi previsto que os vinhos de 2003, embora em pouca quantidade, tenham uma qualidade excepcional, especialmente em França. A onda de calor fez para a Hungria extremamente bem para o concurso internacional de vinhos Vinalies 2003: Um total de 9 medalhas de ouro e 9 de prata para vinhateiros húngaros.

## Causas da onda
A onda de calor tem sido inevitavelmente ligada a extremos meteorológicos sem precedentes ocorridos em outras partes do mundo  (como a pior seca registada na história da Austrália durante o verão anterior e inundações massivas no EUA) e contribuiu para o aquecimento global. Um ofuscamento global também foi ligado à onda de calor, sendo a teoria de que a redução dos níveis de poluição na Europa desde a virada do século reduziram o ofuscamento do efeito de máscara do global.
Na França, a falta de ar-condicionado em instalações médicas assim como a legislação laboral foram também consideradas culpadas pelo número maciço de mortos. O governo de Jacques Chirac e seu ministro da Saúde, Jean-François Mattei, foram condenados por não emitir advertências e não se lembrarem de convocar o pessoal médico para voltar a trabalhar (tendo em atenção as notícias de que anormais picos de mortalidade estavam sendo reportados pelas autoridades fiscalizadoras da saúde).